# Pedro el Patricio
Pedro el Patricio (en latín, Petrus Patricius; en griego: Πέτρος ὁ Πατρίκιος, Petros ho Patrikios; ca. 500–565) fue un oficial, diplomático e historiador del Imperio romano de Oriente. Como culto y exitoso abogado, fue enviado en varias ocasiones a la Italia ostrogoda en el preludio de la Guerra Gótica de 535–554. A pesar de sus habilidades diplomáticas, no fue capaz de evitar la guerra y fue encarcelado por los godos en Rávena por unos cuantos años. Al ser liberado, fue nombrado en el cargo de magister officiorum, jefe de la Cancillería, el cual mantuvo por 26 años. En esta calidad, fue uno de los ministros líderes del emperador Justiniano I (r. 527–565) y desempeñó un papel importante en las políticas religiosas del emperador y en las relaciones con el Imperio sasánida; en especial, condujo las negociaciones para el tratado de paz de 562 que puso fin a la Guerra Lázica de 20 años de duración. Sus escritos históricos han sobrevivido solo en fragmentos, pero proveen una fuente única sobre las ceremonias bizantinas tempranas y sobre asuntos diplomáticos entre el Imperio bizantino y los sasánidas.

## Biografía

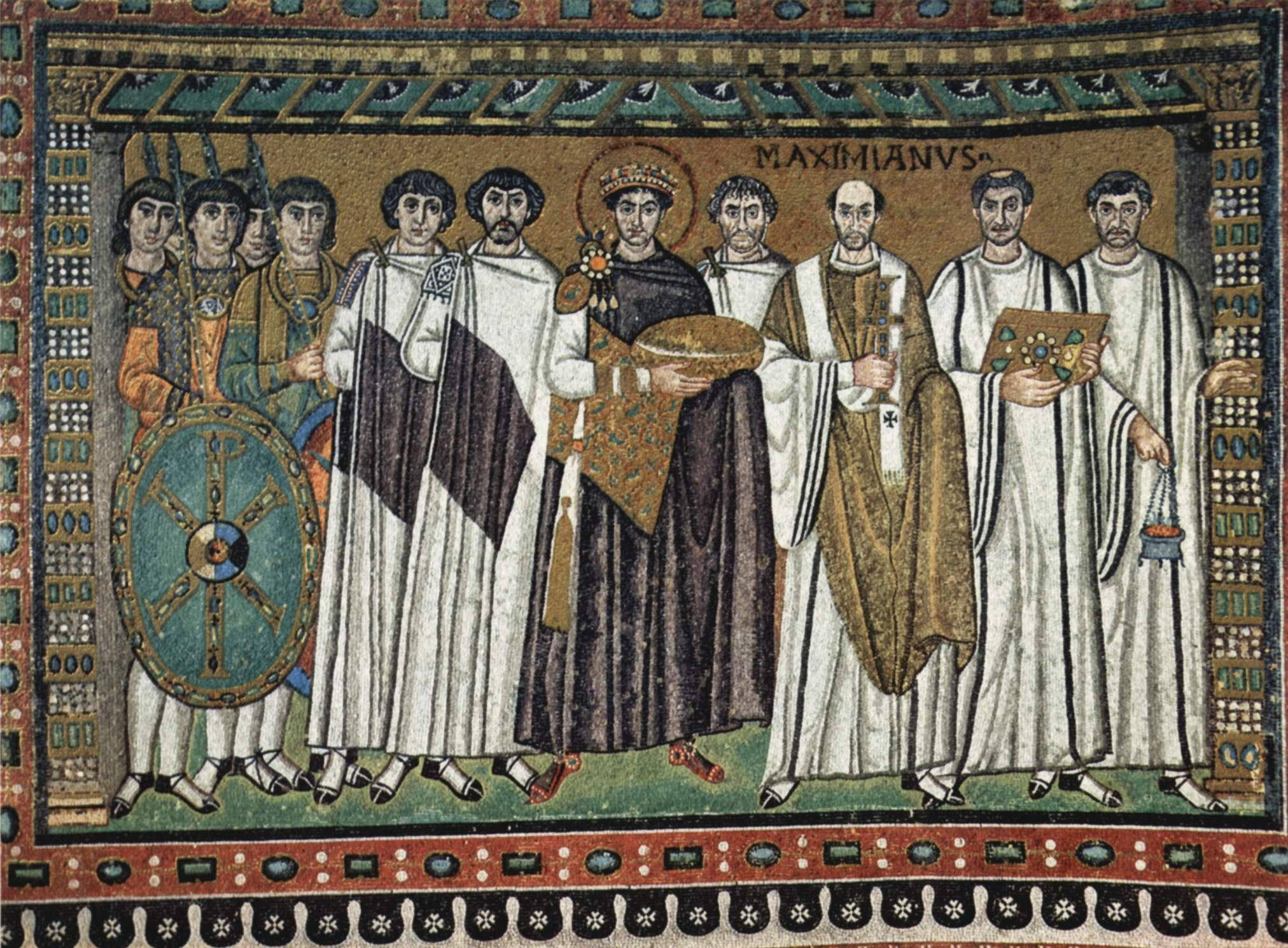
Justiniano I y su entorno, mosaico de la Basílica de San Vital en Rávena.

### Primeros años: enviado a Italia
Pedro nació en Salónica en torno al año 500 y fue de origen ilirio, según Procopio de Cesarea; sin embargo, el historiador Teofilacto Simocates sostiene que su origen se hallaba cerca de Dara en Mesopotamia. Luego de estudiar derecho, inició una exitosa carrera como abogado en Constantinopla, con la cual atrajo la atención de la emperatriz Teodora. En 534, gracias a sus dotes retóricas, fue empleado como enviado imperial a la corte ostrogoda en Rávena. En ese entonces, se estaba desarrollando una lucha de poder entre la reina Amalasunta, regente del joven rey Atalarico, y su primo Teodato. Tras la muerte de Atalarico, Teodato usurpó el trono, encarceló a Amalasunta y envió mensajes a Justiniano en busca de reconocimiento. Pedro se reunió con los mensajeros en Aulon, de camino a Italia, y notificó a Constantinopla en espera de nuevas instrucciones. Justiniano le ordenó transmitir el mensaje a Teodato que Amalasunta se encontraba bajo la protección del emperador y que no debía ser lastimada. No obstante, para el momento en que Pedro llegó a Italia, Amalasunta había sido asesinada. El relato de Procopio de Cesarea en la Guerra Gótica es ambiguo, pero en su Historia secreta sostiene explícitamente que Pedro arregló el asesinato de Amalasunta bajo órdenes de Teodora, quien temía de aquella como una rival potencial. Públicamente, Pedro condenó enérgicamente el hecho y declaró que habría "guerra sin tregua entre el emperador y ellos" como resultado.
Luego, Pedro regresó a Constantinopla con cartas de Teodato y el Senado romano a la pareja imperial, con súplicas para una solución pacífica; pero, cuando llegó a la capital imperial, Justiniano había decidido ir a la guerra y estaba preparando sus tropas. En consecuencia, Pedro regresó a Italia en el verano de 535 llevando un ultimátum: sólo si Teodato abdicaba y regresaba Italia bajo dominio imperio, podía prevenirse la guerra. Poco después, se inició la ofensiva bizantina que atacó las remotas posesiones del reino ostrogodo: Belisario tomó Sicilia, mientras Mundus invadió Dalmacia. Al escuchar estas noticias, Teodato perdió las esperanzas y Pedro pudo asegurar amplias concesiones: Sicilia sería cedida al Imperio; la autoridad del rey godo al interior de Italia sería ampliamente restringida; una corona de oro sería enviada como tributo anual y se proveería hasta 3.000 hombres para el ejército imperio. Todas estas concesiones destacaban la condición de súbdito de Teodato; sin embargo, Teodato temía que su primera oferta fuera rechazado, por lo que instruyó a Pedro, bajo juramento, ofrecer la cesión de toda Italia, pero solo si las concesiones originales eran rechazadas por Justiniano. Al final, Justiniano rechazó la primera propuesta y quedó encantado al conocer la segunda. Pedro fue enviado de regreso a Italia con cartas dirigidas a Teodato y los nobles godos. Por un momento, pareció que la cuna del Imperio regresaría pacíficamente al rebaño, pero no sucedería: al llegar a Rávena, los enviados bizantinos encontraron a Teodato con una disposición diferente. Apoyado por la nobleza goda y animado por un éxito en Dalmacia, decidió resistir y encarceló a los embajadores.

### Magister officiorum
Pedro permaneció encarcelado en Rávena por tres años hasta su liberación a mediados de 539 por el nuevo rey ostrogodo Vitiges, a cambio de los enviados godos al Imperio sasánida que habían sido capturados por los bizantinos. Como recompensa por sus servicios, Justiniano designó a Pedro como magister officiorum ("Maestro de Oficios"), una de las más altas posiciones en el Imperio, que controlaba los servicios de información, la guardia imperial (la Scholae Palatinae) y el servicio postal romano con los agentes in rebus. Pedro mantuvo este cargo por 26 años consecutivos, el mayor período por un amplio margen que cualquier otro anterior o posterior a él. En torno a la misma época o poco después, fue alzado al título supremo de patricio y al rango senatorial supremo de gloriosissimus ("el más glorioso"). También fue premiado con un consulado honorario. Como magister, participó en las discusiones con los obispos occidentales en 548 relativas a la Controversia de los Tres Capítulos y fue enviado en varias ocasiones entre 551 y 553 como embajador bizantino ante el papa Vigilio, quien se oponía al emperador en este tema. Pedro también asistió al Segundo Concilio de Constantinopla en mayo de 553.

La frontera romano-persa, como fue acordada en 561-562.

En 550, fue enviado por Justiniano a negociar un tratado de paz con Persia, un rol que retomó en 561, cuando se reunió con el embajador persa Izedh Gushnap en Dara al final de la guerra Lázica. Al alcanzar un acuerdo sobre la evacuación persa de Lázica y la demarcación de la frontera en Armenia, los dos enviados concluyeron una paz de cincuenta años entre los dos imperios y sus respectivos aliados. Los subsidios romanos anuales a Persia se reanudarían, pero el monto fue rebajado de 500 a 420 libras de oro. Otras cláusulas regulaban el comercio transfronterizo, que debía estar limitado a las dos ciudades de Dara y Nisibis, el retorno de los fugitivos y la protección de las respectivas minorías religiosas (cristianos en el Imperio persa y zoroastras en el Imperio bizantino). A cambio del reconocimiento persa de la existencia de Dara, cuya construcción había provocado una breve guerra, los bizantinos acordaron limitar sus tropas allí y eliminar el cargo de magister militum de la ciudad. Como quedaron desacuerdos sobre dos áreas fronterizas, Svanetia y Ambros, en la primavera de 562, Pedro viajó a Persia para negociar directamente con el shah Cosroes I, aunque no alcanzaron ningún acuerdo. Entonces, volvió a Constantinopla, donde murió en algún momento después de marzo de 565.

## Influencia
Su hijo Teodoro, apodado Kondocheres o Zetonoumios, sucedió a Pedro como magister officiorum en 566, tras un breve intervalo en que el cargo recayó en el quaestor sacri palatii ("Quaestor del Palacio sagrado") Anastasio. Teodoro mantuvo el cargo hasta algún momento antes de 576, cuando fue nombrado comes sacrarum largitionum ("Conde de la sagrada generosidad"). Ese mismo año, llevó a cabo una embajada infructuosa a Persia para poner fin a la guerra sobre el Cáucaso que estaba en proceso.
Como uno de los oficiales líderes de su época, Pedro fue una figura controvertida que recibió diferentes valoraciones por parte de sus contemporáneos. Para Juan Lido, un burócrata de medio nivel de la prefectura pretoriana del Este, Pedro fue un virtuoso sin parangón, un administrador inteligente y firme, pero justo y un hombre amable. Procopio también testifica sobre sus maneras suaves y deseo de evitar los insultos, aunque al mismo tiempo lo acusa de "robar a los scholares" (los miembros del Scholae) y ser "el mayor ladrón en el mundo y absolutamente lleno de vergonzosa avaricia", así como de ser responsable del asesinato de Amalasunta.
Desde muy temprano en su carrera, Pedro fue reconocido por su aprendizaje, su pasión por la lectura y sus discusiones con académicos. Como orador, era elocuente y persuasivo; Procopio lo llamó "adecuado por naturaleza a persuadir a los hombres", mientras que Casiodoro, quien fue testigo de sus embajadas en el corte ostrogodo, también lo elogia como vir eloquentissimus y disertissimus ("hombre más elocuente") y como sapientissimus ("más sabio"). Por otra parte, el historiador de finales del siglo VI Menandro Protector, quien dependía del trabajo de Pedro para elaborar sus propias obras, lo acusaba de jactancia y de reescribir los registros para realzar su propio rol y actuación en las negociaciones con los persas.

## Obras
Pedro escribió tres libros, de los cuales solo han sobrevivido fragmentos: una historia de las primeras tres centurias del Imperio romano, desde la muerte de Julio César en 44 a. C. hasta la muerte de Constancio II en 361, de la que existen unos veinte fragmentos; una historia del cargo de magister officiorum, desde su institución bajo Constantino I el Grande hasta Justiniano I, que contiene una lista de sus detentores y descripciones de ceremonias imperiales, varias de las cuales son reproducidas en el De Ceremoniis del siglo X; y un relato de su misión diplomática al Imperio persa en 561-562, que ha sido usado como fuente por Menander Protector. Hasta hace poco, Pedro también se le imputaba la autoría del Peri Politikes Epistemes ("Sobre ciencia política"), un libro del siglo VI de seis volúmenes que discutía sobre teoría política citando extensamente a textos clásicos, tales como La República de Platón y De re publica de Cicerón, que también sobrevivió solo en fragmentos.
Pedro fue el primer autor bizantino en escribir sobre las ceremonias imperiales, iniciando una tradición que duró hasta bien entrado el siglo XIV. Sus relatos son también una importante fuente histórica: solo su trabajo preservó las negociaciones y provisiones del tratado romano-persa de 298 entre Galerio y Narsés de Armenia.